# Buissoncourt
Buissoncourt ist eine französische Gemeinde mit 258 Einwohnern (Stand: 1. Januar 2022) im Département Meurthe-et-Moselle in der Region Grand Est (bis 2015 Lothringen). Die Gemeinde gehört zum Arrondissement Nancy und zum Kanton Grand Couronné.

## Lage
Buissoncourt liegt etwa elf Kilometer östlich von Nancy am Flüsschen Roanne. Umgeben wird Buissoncourt von den Nachbargemeinden Velaine-sous-Amance im Norden, Réméréville im Nordosten, Haraucourt im Osten und Südosten, Varangéville im Süden, Lenoncourt im Südwesten und Westen sowie Cerville im Nordwesten.

## Bevölkerungsentwicklung
| Jahr                       | 1962 | 1968 | 1975 | 1982 | 1990 | 1999 | 2006 | 2019 |
| Einwohner                  | 164  | 155  | 142  | 197  | 202  | 191  | 245  | 260  |
| Quellen: Cassini und INSEE |      |      |      |      |      |      |      |      |

## Sehenswürdigkeiten
- Kirche Saint-Martin aus dem 19. Jahrhundert
- Schloss Romémont, 1603 bis 1609 erbaut

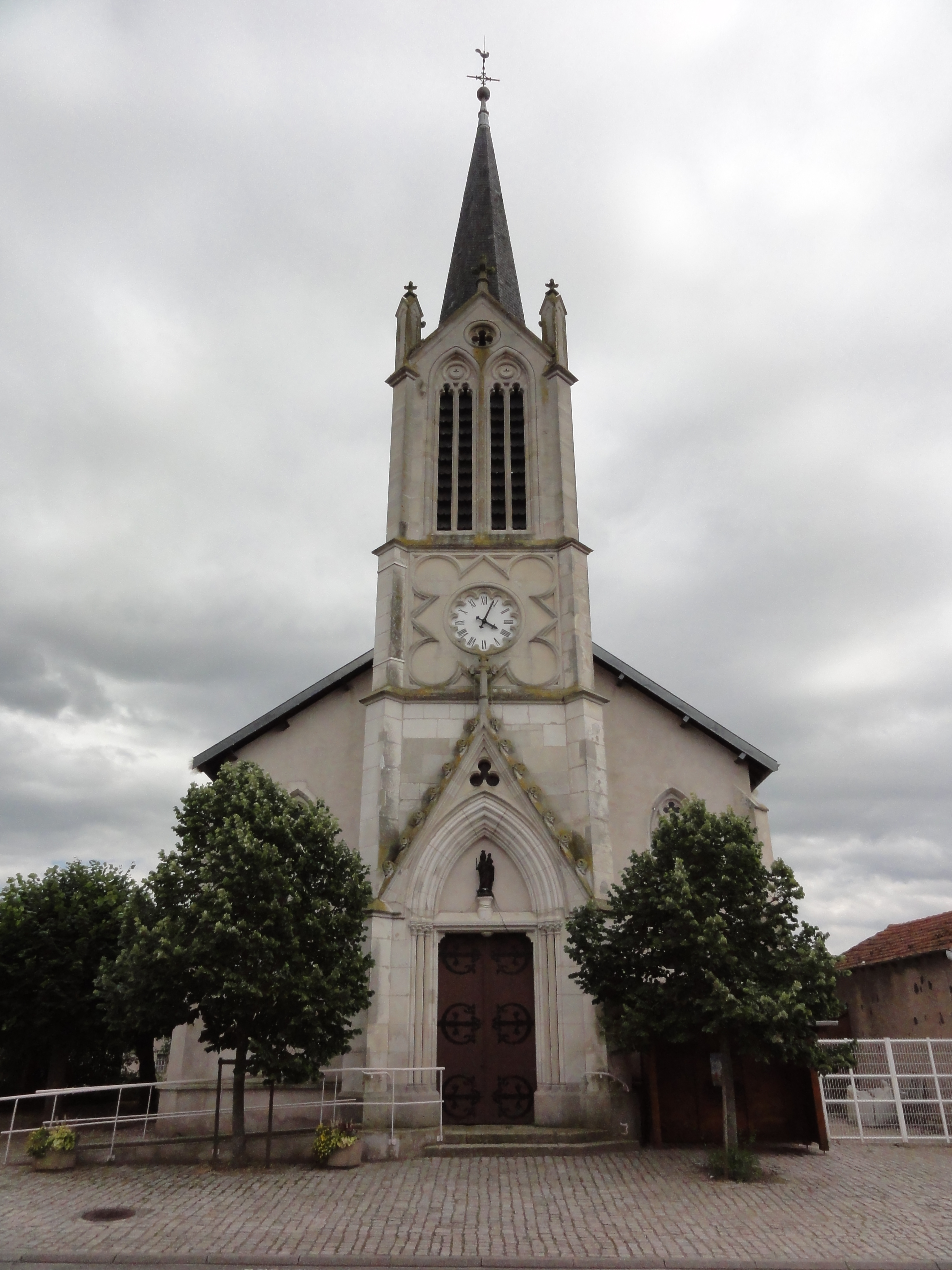
Kirche Saint-Martin